# ФК Шумадија 1903
Фудбалски клуб Шумадија 1903 је фудбалски клуб из Крагујевца, Србија. Тренутно се такмичи у Српској лиги Запад, трећем такмичарском нивоу српског фудбала. 
Клуб је 14. септембра 1903. године основао Данило Стојановић, познатији као „Чика Дача“, и био је други најстарији клуб у тадашњој Србији, иза београдског СК Соко, који је основан 18. априла исте године.

## Историја

### Почетак
Клуб је 14. септембра 1903. године основао Данило Стојановић — Чика Дача, у једној од школских учионица Војно-занатске школе, где је радио као хонорарни наставник. А чувени надимак је стекао управо на оснивачком скупу клуба, у тренутку кад се размишљало које име одабрати за клуб, Чика Дача се јавио и предложио „Шумадија“, на шта су сви одушевљено узвикнули „Живео Чика Дача“.
Први терен клуба се налази на Вашаришту, више градског парка, а прву јавну утакмицу су одиграли на Ђурђев дан 1904. са два тима против крагујевачке трговачке омладине, а први тим је победио са 1:0. Исте године за крагујевачки клуб се дознало у Београду, па је Соко послао делегата да закаже утакмицу између два клуба, тако да су се ова два најстарија клуба у тадашњој Србији састала у пријатељском мечу у Кошутњаку првог дана Духова 1904. године. То је била прва међуклупска и прва међуградска утакмица у Србији, а Соко је победио са убедљивих 9:0 (2:0). Септембра исте године је одигран реванш у Крагујевцу, а резултат овога пута је био 5:1 за Соко. Данило Стојановић — Чика Дача, оснивач и главни руководилац клуба, 1906. одлази у Београд и напушта клуб, а на његово место долази Стеван Стефановић (један од оснивача београдског Сокола), који је водио клуб наредне четири деценије.
Прву победу Шумадија је забележила 1907. у пријатељској утакмици у Алексинцу, победила је тамошњи Делиград (угашен након Другог светског рата) са 5:0, клуб који је био други по реду провинцијски клуб тадашње Србије. 1914. клуб је одиграо прву утакмицу у оквиру неког такмичења, првог куп такмичења у Србији — Олимпијског купа, играног у Београду, али је изгубио у првом мечу од Велике Србије са 3:1. Клуб није функционисао током Првог светског рата, након рата је наставио са радом, али клуб више није био у стању да се супротстави београдским клубовима, који су у међувремену доста напредовали.

### Новија историја
У сезони 2007/08. клуб је заузео последње место у Српској лиги Запад и испао у нижи ранг, Зону Морава.
Већ је у првој сезони у Зони Морава постао првак и обезбедио повратак у Српску лигу, али је пред почетак сезоне 2009/10. клуб фузионисан са ФК Раднички из Крагујевца и створен је нови клуб назван ФК Шумадија Раднички 1923. Клуб под тим именом је функционисао само једну сезону (2009/10), када је заузео прво место у Српској лиги Запад, а његов пут у вишем рангу је наставио Раднички 1923, док је Шумадија од јула 2010. наставила да се такмичи под старим именом у Зони Морава. У сезони 2024/25 Шумадија 1903 је овојила прво место и вратила се у Српску лигу, трећи ранг по снази у српском фудбалу.
У клубу ради Омладинска школа у којој има око 250 деце. Пионири, кадети и омладинци се такмиче у ФС Региона Западне Србије.

## Новији резултати
| Сезона   | Ранг | Лига                  | Позиција | ИГ | Д  | Н  | П  | ГД | ГП | ГР  | Бод | Куп                  |
| -------- | ---- | --------------------- | -------- | -- | -- | -- | -- | -- | -- | --- | --- | -------------------- |
| 2002/03. | 2    | Друга лига Запад      | 3.       | 33 | 14 | 11 | 8  | 50 | 38 | +12 | 53  | Није се квалификовао |
| 2003/04. | 2    | Друга лига Запад      | 7.       | 36 | 14 | 9  | 13 | 43 | 42 | +1  | 51  | Шеснаестина финала   |
| 2004/05. | 3    | Српска лига Запад     | 14.      | 34 | 11 | 9  | 14 | 43 | 43 | 0   | 42  | Шеснаестина финала   |
| 2005/06. | 3    | Српска лига Запад     | 16.      | 34 | 9  | 8  | 17 | 38 | 51 | -13 | 35  | Није се квалификовао |
| 2006/07. | 4    | Зона Морава           | 1.       | 34 | 25 | 3  | 6  | 76 | 27 | +49 | 78  | Није се квалификовао |
| 2007/08. | 3    | Српска лига Запад     | 16.      | 30 | 6  | 12 | 12 | 29 | 46 | +17 | 30  | Није се квалификовао |
| 2008/09. | 4    | Зона Морава           | 1.       | 34 | 21 | 8  | 5  | 43 | 23 | +20 | 71  | Није се квалификовао |
| 2009/10. | 3    | Српска лига Запад     | 1.       | 30 | 21 | 6  | 3  | 56 | 19 | +37 | 69  | Није се квалификовао |
| 2010/11. | 4    | Зона Морава           | 7.       | 30 | 13 | 4  | 13 | 43 | 36 | +7  | 43  | Није се квалификовао |
| 2011/12. | 4    | Зона Морава           | 8.       | 28 | 11 | 5  | 12 | 33 | 33 | 0   | 38  | Није се квалификовао |
| 2012/13. | 4    | Зона Морава           | 3.       | 30 | 14 | 11 | 5  | 45 | 28 | +17 | 53  | Није се квалификовао |
| 2013/14. | 4    | Зона Морава           | 1.       | 30 | 21 | 5  | 4  | 52 | 20 | +32 | 68  | Није се квалификовао |
| 2014/15. | 3    | Српска лига Запад     | 6.       | 30 | 13 | 5  | 12 | 40 | 36 | +4  | 44  | Није се квалификовао |
| 2015/16. | 3    | Српска лига Запад     | 5.       | 30 | 12 | 7  | 11 | 49 | 44 | +5  | 43  | Није се квалификовао |
| 2016/17. | 3    | Српска лига Запад     | 6.       | 30 | 11 | 7  | 12 | 42 | 41 | +1  | 40  | Није се квалификовао |
| 2017/18. | 3    | Српска лига Запад     | 17.      | 34 | 7  | 6  | 21 | 21 | 45 | -24 | 27  | Није се квалификовао |
| 2018/19. | 4    | Шумадијско-рашка зона | 4.       | 26 | 12 | 5  | 9  | 38 | 25 | +13 | 41  | Није се квалификовао |
| 2019/20. | 4    | Шумадијско-рашка зона | 2.       | 15 | 12 | 2  | 1  | 33 | 11 | +22 | 38  | Није се квалификовао |
| 2020/21. | 4    | Шумадијско-рашка зона | 2.       | 28 | 18 | 4  | 5  | 73 | 10 | +55 | 58  | Није се квалификовао |
| 2021/22. | 4    | Шумадијско-рашка зона | 3.       | 24 | 17 | 2  | 5  | 49 | 17 | +32 | 53  | Није се квалификовао |
| 2022/23. | 4    | Шумадијско-рашка зона | 3.       | 26 | 12 | 6  | 8  | 50 | 30 | +20 | 42  | Није се квалификовао |
| 2023/24. | 4    | Шумадијско-рашка зона | 2.       | 25 | 17 | 3  | 5  | 56 | 18 | +38 | 54  | Није се квалификовао |
| 2024/25. | 4    | Зона Морава           | 1.       | 26 | 23 | 1  | 2  | 66 | 14 | +52 | 70  | Није се квалификовао |
| 2025/26. | 3    | Српска лига Запад     | -        | -  | -  | -  | -  | -  | -  | -   | -   | Није се квалификовао |